# Sunder Shiam
Sunder Shiam (ur. 5 lipca 1930 w Amritsarze) – indyjski zapaśnik walczący w stylu wolnym. Olimpijczyk z Rzymu 1960, gdzie zajął 25. miejsce w kategorii do 62 kg.

## Letnie Igrzyska Olimpijskie 1960
| Konkurencja      | Rundy eliminacyjne   | Klas. końcowa |
| Konkurencja      | Przeciwnik I         | Miejsce       |
| ---------------- | -------------------- | ------------- |
| 62 kg styl wolny | Joseph Mewis (BEL) P | 25.           |